# Generation X (film)
Generation X je americký televizní sci-fi film z roku 1996, který natočil Jack Sholder podle komiksových příběhů Generation X, spin-offu série X-Men. Vznikl jako pilotní snímek pro zamýšlený televizní seriál, který však nebyl stanicí Fox objednán.

## Příběh
Mladí mutanti Jubilee, Skin, M, Mondo, Buff a Refrax se o svých schopnostech učí pod vedením Emmy Frost a Seana Cassidyho na Xavierově škole. Musí se vypořádat jak se starostmi, které jim jejich nadání přináší při kontaktu s ostatními lidmi, tak se šíleným vědcem Russelem Treshem, bývalým spolupracovníkem Emmy, který pro svůj rozvoj paranormálních schopností potřebuje kus mutantího mozku.

## Obsazení
- Matt Frewer jako doktor Russel Tresh
- Finola Hughes jako Emma Frost / White Queen
- Jeremy Ratchford jako Sean Cassidy / Banshee
- Heather McComb jako Jubilation Lee / Jubilee
- Agustin Rodriguez jako Angelo Espinosa / Skin
- Randall Slavin jako Kurt Pastorius / Refrax
- Bumper Robinson jako Mondo
- Suzanne Davis jako Arlee Hicks / Buff
- Amarilis jako Monet St. Croix / M